# Le Mystère Paul
Pour plus de détails, voir Fiche technique et Distribution.
Le Mystère Paul est un film français réalisé par Abraham Ségal, sorti en 2000.

## Synopsis
De Jérusalem à New York, en passant par Damas et Rome, un enquêteur tente de découvrir de vrai visage de Saint-Paul, figure à part dans l'histoire de la chrétienté.

## Fiche technique
- Titre : Le Mystère Paul
- Réalisation : Abraham Ségal
- Scénario : Abraham Ségal
- Photographie : Diane Baratier et Jacques Pamart
- Son : Laurent Lafran et Pascal Ribier
- Musique : Jacques Rémus
- Montage : Annie Waks
- Société de production : Agat Films et Cie
- Pays d'origine :  France
- Durée : 104 minutes
- Date de sortie : 1er mars 2000

## Distribution
- Didier Sandre : l'enquêteur